# Neoarius velutinus
Neoarius velutinus (лат.) — вид лучепёрых рыб из семейства ариевых. Впервые был описан Максом Карлом Вебером в 1907 году, первоначально в составе рода Hemipimelodus. Обитает в пресноводных озерах и реках Новой Гвинеи. Neoarius velutinus питается подёнками и другими наземными и водными насекомыми, детритом, водорослями и ракообразными (кроме креветок). Длина тела особей этого вида может достигать 60 см, но обычно около 35 см. Максимальная масса тела 3,5 кг.